# The Dove (pel·lícula de 1928)
The Dove és una pel·lícula muda dirigida per Roland West i protagonitzada per Norma Talmadge, la primera pel·lícula de l'estrella per a la United Artists, Noah Beery i Gilbert Roland. La pel·lícula, basada en l’obra teatral homònima de Willard Mack i Gerald Beaumont, es va presentar al cinema Rialto de Nova York el 31 de desembre de 1927 i es va estrenar als Estats Units el 7 de gener de 1928. Tot i que va constituir un fracàs de taquilla, William Cameron Menzies va rebre l'Oscar al millor disseny de producció pel seu treball en aquesta pel·lícula.

## Argument
La Dolores, una ballarina coneguda com "The Dove", està enamorada d'un jugador anomenat Johnny Powell. Don José, un cavaller adinerat que també està enamorat de Dolores, acusa a Powell d'assassinat. Dolores acorda amb Don José que si allibera Powell ella es casarà amb ell, però la vigília de les noces, Powell torna de l'exili per demanar-li que fugi amb ell. Els dos amants són capturats i estan a punt de ser afusellats quan la multitud que contempla l'execució obliga a Don José a alliberar-los. Aquest allibera els presoners i els dona el seu carruatge per poder marxar.

## Repartiment
- Norma Talmadge (Dolores)
- Noah Beery (Don José María y Sandoval)
- Gilbert Roland (Johnny Powell)
- Eddie Borden (Billy)
- Harry Myers (Mike)
- Walter Daniels (borratxo)
- Kalla Pasha (Comandante)
- Michael Vavitch (Gómez)
- Brinsley Shaw (el patriota)
- Charles Darvas (capità del Comandante)
- Michael Dark (capità de Sandoval)
- Olga Baclanova
- Robert Gleckler
- Mark Hamilton (presoner)
- Andy MacLennan
- Jack McDonald
- Alice White